# Mako Sajko
Mako Sajko, slovenski scenarist in filmski režiser, * 19. januar 1927, Tržič, † 1. januar 2023.
Sajko je leta 1959 diplomiral na Visoki filmski šoli v Beogradu in se izpopolnjeval v Parizu in Münchnu ter kot asistent režije pri Františku Čapu, Francetu Štiglicu, Janetu Kavčiču in Francetu Kosmaču. Večinoma je režiral kratke in dokumentarne filme s socialnimi temami, običajno po lastnem scenariju. Leta 1969 je prejel nagrado Prešernovega sklada za »režijo dokumentarnih filmov, posebej za film Samomorilci, pozor!«, leta 2009 Badjurovo nagrado za življenjsko delo in 2021 še Nagrado Franceta Štiglica. Bil je tudi častni član Društva slovenskih režiserjev (od 2013). 

## Režija
- Čudoviti svet mineralov, dokumentarna TV nanizanka (1991)
- Narodna noša, kratki dokumentarni film (1975)
- Promiskuiteta, kratki dokumentarni film (1974)
- Slavica exception, kratki dokumentarni film (1971)
- Stopnice ljubezni, kratki dokumentarni film(1971)
- Rejenčki, kratki dokumentarni film (1969)
- Kjer me srbi, tam se čoham, kratki igrani film (1968)
- Plamen v dvonožcu, kratki dokumentarni film (1968)
- Potopljena obala, kratki dokumentarni film (1967)
- Samomorilci, pozor!,  (1967) kratki dokumentarni film
- Muzej zahteva, kratki dokumentarni film (1967)
- Kje je bil rojen Jacobus Gallus, kratki dokumentarni film (1967)
- Turnir pri Šumiku, kratki dokumentarni film o naravi (1965)
- Strupi, kratki dokumentarni propagandni film (1964)
- Kaj za vas?, kratki dokumentarni film (1962)
- Mariborski teden, kratki reklamni film (1961)
- Kje je železna zavesa?, kratki dokumentarni film (1961)